# Podłącze (Ciepielów)
Podłącze – część miasta Ciepielowa w Polsce, położona w województwie mazowieckim, w powiecie lipskim, w  miejsko-wiejskiej gminie Ciepielów.
Znajduje się we wschodniej części miasta, w rejonie ulicy Podłącze. Jest jedyną oficjalną częścią Ciepielowa w systemie TERYT.